# Italie aux Jeux olympiques d'hiver de 1968
Cet article contient des informations sur la participation et les résultats de l'Italie aux Jeux olympiques d'hiver de 1968 à Grenoble en France.
L'Italie participait à des Jeux d'hiver pour la dixième fois.
Avec quatre médailles (les quatre d'or), les athlètes italiens se sont classés à la quatrième place du classement des nations.

## Liste des médaillés italiens

### Médailles d'or
| Sport              | Discipline            | Sportifs                                                        | Performance       |
| Médailles d'or : 4 |                       |                                                                 |                   |
| Bobsleigh          | Bob à deux (H)        | Eugenio Monti Luciano de Paolis                                 | 4 min 41 s 54     |
| Bobsleigh          | Bob à quatre (H)      | Eugenio Monti Luciano de Paolis Roberto Zandonella Mario Armano | 2 min 17 s 39     |
| Luge               | Solo (F)              | Erika Lechner                                                   | 2 min 28 s 66     |
| Ski de fond        | 30 km style classique | Franco Nones                                                    | 1 h 35 min 39 s 2 |

## Sources
- (en) Cet article est partiellement ou en totalité issu de l’article de Wikipédia en anglais intitulé « Italy at the 1968 Winter Olympics » (voir la liste des auteurs).